# GMMTV
GMMTV Company Limited (trascritto anche come จีเอ็มเอ็มทีวี), precedentemente Grammy Television Company Limited, è una società a responsabilità limitata la cui holding è GMM Grammy, il principale conglomerato mediatico televisivo thailandese.
La GMMTV è inoltre riconosciuta come la più grande e importante agenzia di talenti del paese.
L'agenzia produce principalmente programmi televisivi, serie televisive, canzoni, video musicali e gestisce oltre 100 artisti. È stata fondata il 3 agosto 1995 e l'attuale amministratore delegato dell'azienda è Sataporn Panichraksapong.

## Storia
GMMTV, col nome Grammy Television, nasce il 3 agosto 1995 quando i dirigenti di GMM Grammy intravedono del potenziale nello sviluppo di prodotti per l'industria televisiva thailandese, già molto solida. Viene perciò separato l'ufficio marketing della compagnia madre e nominato Saithip Montrikul Ayudhaya come amministratore delegato, le prime produzioni furono programmi di musica e quiz per Channel 3, Thai TV5, Channel 7 e iTV.
Nel 2007, Saithip Montrikul na Ayudhaya lascia la compagnia per la gestione della più grande GMM Media Public Co., Ltd., lasciando il posto a Sataporn Panichraksapong, fino a quel momento vice amministratore delegato; in quell'occasione, l'azienda fu rinominata all'attuale GMMTV.
Il 2 febbraio 2009 la compagnia lancia il canale via cavo e satellitare Bang Channel, traslocandovi alcune produzioni originali che andavano dapprima in onda su Thai TV5, oltre a produrre nuovi programmi che non siano musicali o quiz. Il 5 dicembre 2015, il consiglio di amministrazione di GMMTV stabilisce di cessare le trasmissioni di Bang Channel, evento poi avvenuto il 31 dello stesso mese, per focalizzarsi sui canali digitali di GMM Grammy, One31 e GMM 25.
Il 24 agosto 2017, con l'acquisto di GMM 25 da parte di TCC Group, il consiglio di amministrazione di GMM Grammy ha deciso di instradare il 100% delle azioni di GMMTV a GMM Channel Trading Company Limited, holding di GMM 25. L'azienda è ora quindi una sussidiaria di GMM 25, con Saithip Montrikul na Ayudhaya, Panote Sirivadhanabhakdi e Thapana Sirivadhanabhakdi nel consiglio di amministrazione indiretto, benché continui a produrre anche per One31.
Il 27 novembre 2020, il consiglio di amministrazione di GMM Grammy, in società con Siridamrongdham Co., Ltd. del gruppo TCC, ha deciso di cedere e trasferire tutte le loro azioni in GMMCH a ONEE (The One Enterprise Public Company Limited o One31) e quotarle nella Borsa della Thailandia. Di conseguenza, la società è ad oggi una filiale del gruppo The One Enterprise con Takonkiet Viravan come direttore indiretto dal 1º dicembre.
Il 22 novembre 2022, durante la conferenza stampa "GMMTV 2023 Diversely Yours", Sataporn ha annunciato l'intenzione di investire con Parbdee Tawesuk Co., Ltd., la casa di produzione creativa che ha coprodotto Wake Up Ladies: The Series, The Gifted, F4 Thailand: Boys Over Flowers, etc. nel tentativo per far crescere il modello di business di GMMTV, migliorare il potenziale ed elevare i contenuti thailandesi per raggiungere nuove vette nel mercato globale. L'acquisizione è stata completata un mese dopo, il 22 dicembre 2022.
Attualmente, GMMTV produce programmi di intrattenimento, drama e serie televisive sotto la supervisione e la gestione di The One Enterprise, che ha il diritto di organizzare i canali One31 e GMM 25, e grazie alla sua produzione di successo di serie per adolescenti/drammi e di BL, The One Enterprise ha concesso la fascia oraria in prima serata dalle 20:30 alle 21:30 di GMM 25 affinché GMMTV fornisse e trasmettesse le proprie serie ogni settimana.
GMMTV è attiva anche nel campo musicale con le etichette musicali "Bang Channel" e "GMMTV Records", con la supervisione e produzione esecutiva di GMM Grammy, occupandosi anche della produzione dei video musicali; i cantanti sono principalmente artisti diretti della compagnia o comunque di GMM Grammy e sussidiarie.

## Loghi
|             |             |               |
| 1995 - 2007 | 2007 - 2013 | 2013 - in uso |

## Artisti
Attualmente, gli artisti gestiti direttamente da GMMTV, principalmente conduttori, attori e cantanti, sono:
- Acare Chompoopuntip Temtanamongkol
- AJ Chayapol Jutamas
- Aou Thanaboon Kiatniran
- Arm Weerayut Chansook
- Ashi Peerakan Teawsuwan
- Aston Ratiphat Luengvoraphan
- Aun Napat Patcharachavalit
- Aungpao Ochiris Suwanacheep
- Aye Sarunchana Apisamaimongkol
- Bonnie Pussarasorn Bosuwan
- Book Kasidet Plookphol
- Boom Tharatorn Jantharaworakarn
- Boun Noppanut Guntachai
- Captain Pheerawit Koolkang
- Chari Charisar Oldham
- Chelsea Napapat Sattha-atikom
- Chimon Wachirawit Ruangwiwat
- Chokun Puttipong Jitbut
- Ciize Rutricha Phapakithi
- Dew Jirawat Sutivanichsak
- Drake Sattabut Laedeke
- Dunk Natachai Boonprasert
- Earn Preeyaphat Lawsuwansiri
- Earth Pirapat Watthanasetsiri
- Emi Thasorn Klinnium
- Est Supha Sangaworawong
- Film Rachanun Mahawan
- First Kanaphan Puitrakul
- Fluke Gawin Caskey
- Fluke Jeeratch Wongpian
- Fluke Nattanon Tongsaeng
- Foei Patara Eksangkul
- Force Jiratchapong Srisang
- Ford Allan Asawasuebsakul
- Fourth Nattawat Jirochtikul
- Franc Naruth Prateeppavameta
- Gemini Norawit Titicharoenrak
- Godji Tachakorn Boonlupyanun
- Golf Kittipat Chalaragse
- Great Sapol Assawamunkong
- Guitar Supakorn Kantanit
- Gun Atthaphan Phunsawat
- Guy Sivakorn Lertchuchot
- Hong Pichetpong Chiradatesakunvong
- Indy Thanathat Tanjararak
- Inn Sarin Ronnakiat
- Jamie Juthapich Indrajundra
- Jan Ployshompoo Supasap
- Jaoying Krongkwan Nakornthap
- Java Bhobdhama Hansa
- Jennie Panhan Watchara Sukchum
- Jimmy Jitaraphol Potiwihok
- Jingjing Prariyapit Yu
- JJ Chayakorn Jutamas
- Joong Archen Aydin
- Joss Way-Ar Sangngern
- June Wanwimol Jaenasavamethee
- Junior Panachai Sriariyarungruang
- Juno Tiranat Kittisattho
- Kapook Ploynira Hiruntaveesin
- Kay Lertsittichai
- Keen Suvijak Piyanopharoj
- Ken Kanthee Limpitikranon
- Khaokla Wattanin Songtaweesub
- Khaotung Thanawat Rattanakitpaisan
- Krist Perawat Sangpotirat
- Lego Rapeepong Supatineekitdecha
- Leng Thanaphon U-sinsap
- Leo Saussay
- Louis Thanawin Teeraphosukarn
- Love Pattranite Limpatiyakorn
- Luke Ishikawa Plowden
- Luke Peemsan Sotangkur
- Mantra Thamonchita Narmkool
- Marc Natarit Worakornlertsith
- Mark Jiruntanin Trairattanayon
- Mark Pakin Kunaanuwit
- Mewnich Nannaphas Loetnamchoetsakun
- Mick Metas Opas-iamkajorn
- Milk Pansa Vosbein
- Mim Rattanawadee Wongthong
- Mint Thishar Thurachon
- Mix Sahaphap Wongratch
- Mond Tanutchai Wijitwongthong
- Mook Worranit Thawornwong
- Mymé Nichapa Praepeerakul
- Namtan Tipnaree Weerawatnodom
- Nani Hirunkit Changkham
- Nanon Korapat Kirdpan
- Neo Trai Nimtawat
- New Thitipoom Techaapaikhun
- Nicky Nachat Juntapun
- Nut Thanat Danjesda
- Off Jumpol Adulkittiporn
- Ohm Pawat Chittsawangdee
- Ohm Thipakorn Thitathan
- Ohm Thitiwat Ritprasert
- Pahn Pathitta Pornchumroenrut
- Papang Phromphiriya Thongputtaruk
- Parn Nachcha Chuedang
- Paul Tanan Lohawatanakul
- Pawin Thanik Kamontharanon
- Perth Tanapon Sukumpantanasan
- Phuwin Tangsakyuen
- Piploy Kanyarat Ruangrung
- Ployphach Phatchatorn Thanawat
- Pluem Pongpisal
- Pod Suphakorn Sriphotong
- Pompam Niti Chaichitathorn
- Pond Naravit Lertratkosum
- Poon Mitpakdee
- Pream Nutnicha Sangmanee
- Prem Warut Chawalitrujiwong
- Prim Chanikarn Tangkabodee
- Prom Teepakron Kwanboon
- Pun Poon Sutarom
- Ryu Phudtripart Bhudthonamochai
- Sammy Samantha Melanie Coates
- Sangt Sillapintr Sillapachai
- Santa Pongsapak Udompoch
- Satang Kittiphop Sereevichayasawat
- Sea Dechchart Tasilp
- Sea Tawinan Anukoolprasert
- Sing Harit Cheewagaroon
- Singha Luangsuntorn
- Singto Prachaya Ruangroj
- Sky Wongravee Nateetorn
- Soodyacht Patsit Permpoonsavat
- Stamp Panachkorn Rueksiriaree
- Surf Patchara Silapasoonthorn
- Tay Tawan Vihokratana
- Tee Teeradech Vitheepanich
- Teshow Promsakha Na-Sakolnakorn
- Tham Tupthong Suwanrakanont
- Thor Thinnaphan Tantui
- Titan Chayuth Gorsurat
- Title Kirati Puangmalee
- Tor Phakawat Tangchatkeaw
- Tu Tontawan Tantivejakul
- Tui Chayatorn Trairattanapradit
- View Benyapa Jeenprasom
- William Jakrapatr Kaewpanpong
- Win Metawin Opas-iamkajorn
- Winny Thanawin Pholcharoenrat

## Drama e Serie TV
La maggior parte dei drama e delle serie televisive prodotte dalla GMMTV sono basate o adattate su fictions e novels.
Attualmente i drama e le serie vanno in onda dal lunedì al sabato alle 8:30-9:30 pm (ICT) su Channel GMM25. La versione completa non tagliata degli episodi della serie è resa disponibile subito dopo la messa in onda o a trasmissione differita attraverso i rispettivi servizi di streaming dei partner (AIS Play, Viu, WeTV, Disney+ Hotstar e oneD).
Gli episodi con sottotitoli in inglese (e/o più idiomi) vengono pubblicati in simulcast per gli spettatori internazionali attraverso il canale YouTube ufficiale di GMMTV.

### Drama
| Anno | Titolo                     | Titolo in Thai    | Piattaforma               | Co-production company(s) | Note                                                                                  | Ref.   |
| ---- | -------------------------- | ----------------- | ------------------------- | ------------------------ | ------------------------------------------------------------------------------------- | ------ |
| 1995 | Sarm Num Sarm Mum          | 3 หนุ่ม 3 มุม        | Channel 7                 |                          | Sitcom prodotta dal 1995 al 1998 da Exact Co. Ltd., sussidiaria di Grammy Television. |        |
| 1995 | Lud Fah Ma Ha Ruk          | ลัดฟ้ามาหารัก        | Channel 5                 |                          | Prodotta da Exact Co. Ltd., sussidiaria di Grammy Television.                         |        |
| 2003 | Rak Harm Promote           | รักห้ามโปรโมท       | iTV                       |                          | Prodotta da Exact Co. Ltd., sussidiaria di Grammy Television.                         |        |
| 2005 | Girl Gang Malang Za        | เกิร์ลแก๊งแมลงซ่า     | Channel 3                 |                          | Prodotta da Grammy Television.                                                        |        |
| 2005 | Phor Kae Kab Mae Chan      | พ่อแกกับแม่ฉัน        | Channel 3                 |                          | Prodotta da Grammy Television.                                                        |        |
| 2008 | Love Beyond Frontier       | อุบัติรักข้ามขอบฟ้า     | Modernine TV Bang Channel |                          |                                                                                       |        |
| 2009 | Love Beyond Frontier 2     | อุบัติรักข้ามขอบฟ้า 2   | Modernine TV Bang Channel |                          | Sequel di Love Beyond Frontier.                                                       |        |
| 2010 | Chocolate Sweethearts      | ช็อกโกแลต 5 ฤดู     | Modernine TV Bang Channel |                          |                                                                                       | [ 15 ] |
| 2011 | Rongngan Samran Jai        | โรงงานสำราญใจ     | Thai PBS                  |                          |                                                                                       |        |
| 2011 | Dolphins Dream Fight       | โลมากล้าท้าฝัน       | Modernine TV Bang Channel |                          |                                                                                       | [ 16 ] |
| 2012 | Si Roon Si Woon The Series | 4 รุ่น 4 วุ่น เดอะซีรีส์ | Modernine TV Bang Channel |                          |                                                                                       | [ 17 ] |
| 2012 | Rak Jing Ping Ker          | รักจริงปิ๊งเก้อ        | Bang Channel              |                          | Basata sugli argomenti del talk show dallo stesso titolo.                             |        |
| 2013 | Love Balloon               | รักพองลม           | Bang Channel              |                          |                                                                                       | [ 18 ] |
| 2013 | Forward                    | ท้าเวลา พลิกอนาคต   | Modernine TV Bang Channel |                          |                                                                                       | [ 19 ] |
| 2021 | Nabi, My Stepdarling       | นาบี ฉันจะไม่รักเธอ   | GMM 25                    | Prakaifah Production     |                                                                                       |        |
| 2021 | Mr. Lipstick               | แต้มรัก             | GMM 25                    | Keng Kwang Kang Waisai   | Basata sulla novel dallo stesso titolo.                                               |        |
| 2021 | An Eye for an Eye          | เธอ เขา เงาแค้น    | GMM 25                    | Anda99                   |                                                                                       |        |
| 2021 | Irresistable               | สั่งใจให้หยุดรักเธอ    | GMM 25                    | GoodBoy Entertainment    | Adaptation of Roy Ruk Raeng Kaen that adapted from the novel "เมียนอกหัวใจ"             |        |
| 2022 | The War of Flowers         | สงครามดอกไม้       | GMM 25                    | GoodBoy Entertainment    |                                                                                       |        |
| 2022 | Drag, I Love You           | นางฟ้าคาบาเรต์      | GMM 25                    | Prakaifah Production     |                                                                                       |        |
| 2022 | Devil Sister               | แอ๊บร้ายให้นายไม่รัก   | GMM 25                    | Keng Kwang Kang Waisai   | Basata sulla novel "Beauty and The Guy รักของนางร้าย"                                   |        |
| 2022 | Astrophile                 | คืนนับดาว           | GMM 25                    | Keng Kwang Kang Waisai   | Basata sulla novel "คิมหันต์พันดาว".                                                      |        |

### Serie TV
| Anno | Titolk                                           | Titolo in Thai                | Piattaforma                     | Co-production company(s)                | Note | Ref.                 |
| ---- | ------------------------------------------------ | ----------------------------- | ------------------------------- | --------------------------------------- | --- | -------------------- |
| 2014 | Room Alone 401-410                               |                               | One HD Bang Channel             |                                         | |                      |
| 2015 | Wifi Society                                     |                               | One HD Bang Channel             |                                         | Basato sulla novel Pantip.com. |                      |
| 2015 | Ugly Duckling                                    | รักนะเป็ดโง่                     | GMM 25 Bang Channel             |                                         | Basata e adattata sulla serie "Ugly Duckling ลูกเป็ดขี้เหร่". |                      |
| 2015 | Wonder Teacher                                   | อัศจรรย์คุณครูเทวดา               | One31 Bang Channel              | Sea Studio                              | |                      |
| 2015 | Room Alone 2                                     |                               | One31 Bang Channel              |                                         | Sequel di Room Alone 401-410. |                      |
| 2015 | Love Flight                                      | รักสุดท้ายที่ปลายฟ้า                | GMM 25 Bang Channel             |                                         | |                      |
| 2016 | Kiss: The Series                                 | รักต้องจูบ                       | GMM 25                          |                                         | Basata sulle novels "Pink Kiss" e "Natural Kiss". |                      |
| 2016 | Senior Secret Love                               | รุ่นพี่ Secret Love               | One31                           | Housestories 8                          | |                      |
| 2016 | U-Prince Series                                  |                               | GMM 25                          | Baa-Ram-Ewe                             | Basata dalla serie originale "U-Prince". |                      |
| 2016 | Lovey Dovey                                      | แผนร้ายนายเจ้าเล่ห์               | One31                           |                                         | Basata sulle fictions "Lovey Brother" e "Dovey Sister". |                      |
| 2016 | SOTUS: The Series                                | พี่ว้ากตัวร้ายกับนายปีหนึ่ง            | One31                           | Felloww                                 | Basata sulla fiction dalla stesso titolo. |                      |
| 2016 | Senior Secret Love: My Lil Boy 2                 | น้อง ม.4 พี่ปี 1                  | One31                           | Housestories 8                          | Sequel di Senior Secret Love: My Lil Boy, basata sulla fiction dallo stesso titolo. |                      |
| 2017 | Senior Secret Love: Puppy Honey 2                | สแกนหัวใจ นายหมอหมา            | One31                           | Housestories 8                          | Sequel di Senior Secret Love: Puppy Honey. |                      |
| 2017 | Water Boyy the Series                            |                               | GMM 25                          |                                         | Adattamento del film 2015 film. |                      |
| 2017 | Slam Dance                                       | ทุ่มฝันสนั่นฟลอร์                   | One31                           | Studio Commuan                          | |                      |
| 2017 | My Dear Loser                                    | รักไม่เอาถ่าน                    | GMM 25                          |                                         | |                      |
| 2017 | Teenage Mom: The Series                          | คุณแม่วัยใส The Series           | LINE TV One HD                  | Housestories 8                          | Web series adattatamento di "คุณแม่วัยใส (Teenage Mom)". |                      |
| 2017 | Secret Seven                                     | เธอคนเหงากับเขาทั้งเจ็ด           | One31                           |                                         | |                      |
| 2017 | Fabulous 30: The Series                          | 30 กำลังแจ๋ว The Series         | One31                           |                                         | Adattamento della versione cinematografica del 2011. |                      |
| 2017 | SOTUS S: The Series                              |                               | One31                           | Bear House Production                   | Sequel di SOTUS: The Series. |                      |
| 2018 | Wake Up Ladies: The Series                       | Wake Up ชะนี The Series        | One31                           | Parbdee Tawesuk                         | Adattamento di "Wake Up ชะนี". |                      |
| 2018 | Love Bipolar                                     | เลิฟนะคะ รักนะครับ               | GMM 25                          | On & On Infinity                        | |                      |
| 2018 | Kiss Me Again                                    | จูบให้ได้ถ้านายแน่จริง              | GMM 25                          | Housestories8                           | Paraquel e prequel di Kiss the Series, basata sulle fictions "Violet Kiss", "Red Kiss", "Peach Kiss" "Blue Kiss". |                      |
| 2018 | YOUniverse                                       | จักรวาลเธอ                     | LINE TV YouTube Facebook GMM 25 |                                         | |                      |
| 2018 | 'Cause You're My Boy                             | อาตี๋ของผม                      | One31                           | COSOCOMO                                | Basata sulla fiction dallo stesso titolo. |                      |
| 2018 | Mint To Be                                       | นายนั่นแหละ… คู่แท้ของฉัน           | GMM 25                          | Baa-Ram-Ewe                             | Adattamento di "เขาว่ากันว่า… นายเกิดมาเพื่อเป็นของฉัน!" |                      |
| 2018 | The Gifted                                       | นักเรียนพลังกิฟต์                  | One31                           | Parbdee Tawesuk                         | Adattamento del cortometraggio del 2015 e della novel "ภารกิจลับ นักเรียนพลังกิฟต์". |                      |
| 2018 | Love at First Hate                               | มารร้ายคู่หมายรัก                 | One31                           | On & On Infinity                        | Basata sulla novel dallo stesso titolo. |                      |
| 2018 | Happy Birthday                                   | วันเกิดของนาย วันตายของฉัน        | GMM 25                          | Nar-ra-tor                              | |                      |
| 2018 | Friend Zone                                      | เอา ให้ ชัด                     | One31                           | Trasher Bangkok                         | |                      |
| 2018 | Our Skyy                                         | อยากเห็นท้องฟ้าเป็นอย่างวันนั้น       | LINE TV GMM 25                  |                                         | Sequel, episodi speciali incentrati sui protagonisti di diverse serie TV: - Tee-Mork di 'Cause You're My Boy - In-Sun di My Dear Loser: Edge of 17 - Pete-Kao di Kiss the Series & Kiss Me Again - Pick-Rome di Senior Secret Love: Puppy Honey - Arthit-Kongpob di SOTUS: The Series & SOTUS S: The Series                                              |                      |
| 2019 | Wolf                                             | เกมล่าเธอ                      | One31                           |                                         | |                      |
| 2019 | He's Coming to Me                                | เขามาเชงเม้งข้างๆ หลุมผมครับ      | LINE TV GMM 25                  |                                         | Adattamento della fiction dallo stesso titolo. |                      |
| 2019 | Boy For Rent                                     | ผู้ชายให้เช่า                     | One31                           | Keng Kwang Kang                         | Adattamentodi "Badz Boy For Rent" e "Sexy Boy For Rent". |                      |
| 2019 | Love Beyond Frontier                             | อุบัติรักข้ามขอบฟ้า                 | GMM 25                          | Lasercat Parbdee Tawesuk                | Remake del drama Love Beyond Frontier del 2008. |                      |
| 2019 | Theory of Love                                   | ทฤษฎีจีบเธอ                     | GMM 25                          |                                         | Basata sulla fiction dallo stesso titolo. |                      |
| 2019 | 3 Will Be Free                                   | สามเราต้องรอด                  | One31                           | Trasher Bangkok                         | |                      |
| 2019 | Endless Love                                     | รักหมดใจ                       | GMM 25                          | Keng Kwang Kang                         | Adattamento del drama taiwanese "Endless Love" del 2010. |                      |
| 2019 | The Sand Princess                                | เจ้าหญิงเม็ดทราย                 | GMM 25                          | On & On Infinity                        | Basata sulla novel dallo stesso titolo. |                      |
| 2019 | Dark Blue Kiss                                   | จูบสุดท้ายเพื่อนายคนเดียว           | GMM 25                          |                                         | Sequel di 'Kiss Me Again, basata sulla fiction "Dark Blue Kiss". |                      |
| 2019 | Blacklist                                        | นักเรียนลับ บัญชีดำ                | GMM 25                          | Lasercat                                | Adattamento della serie di novel "Blacklist": - Blacklist ปิดบัญชีลับฉีกกฎหัวใจให้เรารักกัน - Black Date เดตลับๆ ฉบับเราสองคน - Black Secret พลิกบัญชีลับซ่อนหัวใจ (ไม่) ให้รักเธอ - Black Kiss สลับกฎร้ายให้หัวใจบอกรักเธอ - Black Heart ผมโสดครับ... โปรดรับผิดชอบด้วย - B(l)ack to School สวัสดีครับ... ยินดีต้อนรับสู่ห้อง 6/6 - Black Council ไอดอลดวงกุด... ขอฉุดหัวใจคุณประธาน               |                      |
| 2019 | A Gift For Whom You Hate                         | ของขวัญเพื่อคนที่คุณเกลียด           | One31                           | Nar-ra-tor                              | Basata su "The Gift Shop For Whom You Hate" (ร้านของขวัญเพื่อคนที่คุณเกลียด) e dal libro My Mania 2 (2014) di Eakasit Thairaat |                      |
| 2019 | One Night Steal                                  | แผนรักสลับดวง                   | GMM 25                          | Parbdee Tawesuk                         | Adattamento del film Just My Luck. |                      |
| 2020 | Angel Beside Me                                  | เทวดาท่าจะรัก                   | GMM 25                          |                                         | Basata sulla fiction "Angel Beside Me รัก (หล่น) จากฟากฟ้า". |                      |
| 2020 | Turn Left Turn Right                             | สมองเลี้ยวซ้าย หัวใจเลี้ยวขวา       | GMM 25                          | Lasercat Parbdee Tawesuk                | Adattamento di Jimmy Liao's "Turn Left, Turn Right (A Chance of Sunshine)". |                      |
| 2020 | 2gether: The Series                              | เพราะเราคู่กัน                   | GMM 25                          | Housestories 8                          | Adattamento della fiction dallo stesso titolo. |                      |
| 2020 | Girl Next Room                                   | หอนี้ชะนีแจ่ม                     | GMM 25                          | Gmo Films                               | Basata dalla serie di fiction "9irlfriends": - Motorbike Baby วินสุดหล่อขอส่งเธอให้ถึงหัวใจ - Midnight Fantasy สถานีขี้เซาของเราสองคน - Richy Rich! รวยมากนะ! รู้ยังคะทุกคน - Security Love ยามหล่อบอกต่อว่ารัก |                      |
| 2020 | Who Are You                                      | เธอคนนั้น คือ ฉันอีกคน             | GMM 25                          | Nar-ra-tor                              | Adattamento della serie Who Are You: School 2015. |                      |
| 2020 | The Shipper                                      | จิ้นนายกลายเป็นฉัน                | GMM 25                          | Parbdee Tawesuk                         | |                      |
| 2020 | Still 2gether                                    | เพราะเรา (ยัง) คู่กัน             | GMM 25                          |                                         | Sequel di 2gether: The Series. |                      |
| 2020 | The Gifted: Graduation                           |                               | GMM 25                          | Parbdee Tawesuk                         | Sequel e prequel di The Gifted (2018). |                      |
| 2020 | My Gear and Your Gown                            | เกียร์สีขาวกับกาวน์สีฝุ่น             | WeTV GMM 25                     | Studio Wabi Sabi                        | Basata sulla novel dallo stesso titolo. |                      |
| 2020 | I'm Tee, Me Too                                  | คนละทีเดียวกัน                   | GMM 25 AIS Play                 |                                         | |                      |
| 2020 | Friend Zone 2: Dangerous Area                    |                               | GMM 25                          | Trasher Bangkok                         | Sequel e prequel to Friend Zone. |                      |
| 2020 | Theory of Love: Stand By Me                      | ทฤษฎีจีบเธอ Stand By Me         | YouTube GMM 25                  |                                         | Episodio speciale di Theory of Love (2019). |                      |
| 2020 | Tonhon Chonlatee                                 | ต้นหนชลธี                       | GMM 25 AIS Play                 | Keng Kwang Kang Waisai                  | Basata sulla novel dallo stesso titolo. |                      |
| 2020 | Wake Up Ladies: Very Complicated                 | Wake Up ชะนี: Very Complicated | GMM 25                          | Parbdee Tawesuk                         | Sequel di Wake Up Ladies The Series. |                      |
| 2021 | A Tale of Thousand Stars                         | นิทานพันดาว 1000stars           | GMM 25                          |                                         | Basata sulla fiction dallo stesso titolo. |                      |
| 2021 | Girl2K                                           | สาวออฟฟิศ 2000 ปี               | GMM 25                          |                                         | |                      |
| 2021 | Fish Upon the Sky                                | ปลาบนฟ้า                       | GMM 25                          | Gmo Films                               | Basata sulla fiction dallo stesso titolo. |                      |
| 2021 | Oh My Boss                                       | นายคะอย่ามาอ่อย                 | GMM 25                          | FuKDuK Production                       | Basata sulla fiction dallo stesso titolo. |                      |
| 2021 | The Comments                                     | ทุกความคิดเห็น..มีฆ่า              | GMM 25                          | Nar-ra-tor                              | |                      |
| 2021 | 46 Days                                          | 46วัน ฉันจะพังงานวิวาห์            | GMM 25 AIS Play                 | Keng Kwang Kang Waisai                  | Basata sulla novel dallo stesso titolo. |                      |
| 2021 | Bad Buddy                                        | แค่เพื่อนครับเพื่อน                 | GMM 25                          |                                         | Basata sulla novel "หลังม่าน Behind the Scenes" di Afterday West. |                      |
| 2021 | Baker Boys                                       | รักของผม ขนมของคุณ              | GMM 25                          | Baa-Ram-Ewe                             | Basata sul manga giapponese Antique Bakery di Fumi Yoshinaga. |                      |
| 2021 | 55:15 Never Too Late                             |                               | Disney+ Hotstar GMM 25          | Gmo Films                               | |                      |
| 2021 | Not Me                                           | เขา...ไม่ใช่ผม                  | GMM 25 AIS Play                 | Gmo Films                               | Adattamento della novel "Not Me เด็ก ถ่อย รัก จริง" di Saisioo. |                      |
| 2021 | F4 Thailand: Boys Over Flowers                   | หัวใจรักสี่ดวงดาว                 | GMM 25                          | Parbdee Tawesuk                         | Adattamento di Boys Over Flowers. | [ 20 ] [ 21 ] [ 22 ] |
| 2021 | The Player                                       | รัก เป็น เล่น ตาย                | GMM 25                          | Trasher Bangkok                         | |                      |
| 2022 | Enchanté                                         | ใครคืออองชองเต                 | GMM 25                          |                                         | Basata sulla novel dallo stesso titolo. |                      |
| 2022 | Cupid's Last Wish                                | พินัยกรรมกามเทพ                 | Disney+ Hotstar GMM 25          | Gmo Films                               | Basata sulla novel dallo stesso titolo. |                      |
| 2022 | Star & Sky: Star in My Mind \| Sky in Your Heart | แล้วแต่ดาว \| ขั้วฟ้าของผม         | GMM 25                          | Studio Wabi Sabi                        | Adattamento della novel "แล้วแต่ดาว" & "ขั้วฟ้าของผม" di peachhplease. |                      |
| 2022 | Mama Gogo: The Series                            | แม่มาคุม...หนุ่มบาร์ร้อน            | GMM 25                          | Hard Feeling Film                       | |                      |
| 2022 | Oops! Mr.Superstar Hit on Me                     | ซุป'ตาร์กับหญ้าอ่อน                | GMM 25                          | On & On Infinity                        | Basata sulla novel dallo stesso titolo. |                      |
| 2022 | Vice Versa                                       | รักสลับโลก                      | GMM 25 YouTube                  |                                         | Basata sulla novel dallo stesso titolo. |                      |
| 2022 | P.S. I Hate You                                  | ด้วยรักและหักหลัง                 | GMM 25                          | Snap25                                  | Basata sulla novel "วงกตดอกไม้". |                      |
| 2022 | Good Old Days                                    | ร้านซื้อขายความทรงจำ             | Disney+ Hotstar GMM 25          | Parbdee Tawesuk                         | Adattamento del fumetto di สะอาด: - บทกวีชั่วชีวิต - ชายผู้ออกเดินทางตามเสียงของตัวเอง - ให้รักเป็นบทกวีชั่วชีวิต |                      |
| 2022 | My Dear Donovan                                  | โดโนวาน...ที่รัก                 | GMM 25                          | Gmo Films                               | Adattamento della novel "Sexy Guy, My Sexy Love" by ณารา. |                      |
| 2022 | Magic of Zero                                    |                               | GMM 25 YouTube                  | Dee Hup House                           | Sequel e spin-off mini-serie incentrata sui personaggi di altre serie TV: - Ink-Pa di Bad Buddy - Korn-Win di Cupid's Last Wish and an original story of Fong-Maki |                      |
| 2022 | The Eclipse                                      | คาธ                           | GMM 25                          | All This Entertainment                  | Basata sulla novel dallo stesso titolo. |                      |
| 2022 | The Three GentleBros                             | คู่แท้ แม่ไม่เลิฟ                   | GMM 25                          | Keng Kwang Kang Waisai                  | Adattamento della serie di novel "เท่าที่... รัก": - เท่าที่ใจ... เว้าวอน - เท่าที่รู้... ผมเป็นของคุณ - เท่าที่หวง... ดังดวงใจ |                      |
| 2022 | My School President                              | แฟนผมเป็นประธานนักเรียน          | GMM 25                          |                                         | Basata sulla novel "My President แฟนผมเป็นประธาน" di Pruesapha. |                      |
| 2022 | The Warp Effect                                  | รูปลับรหัสวาร์ป                   | GMM 25                          | Hard Feeling Film                       | |                      |
| 2022 | Never Let Me Go                                  | เพื่อนายแค่หนึ่งเดียว               | GMM 25 YouTube                  | Hard Feeling Film                       | |                      |
| 2022 | 10 Years Ticket                                  | หนังรักเรื่องที่แล้ว                 | GMM 25                          | Nar-ra-tor                              | |                      |
| 2022 | Midnight Series: Midnight Motel                  | แอปลับ โรงแรมรัก                | Disney+ Hotstar GMM 25          | Wakeup Rabbit Studio                    | |                      |
| 2023 | Midnight Series: Dirty Laundry                   | ซักอบร้ายนายสะอาด               | Disney+ Hotstar GMM 25          | Hard Feeling Film                       | |                      |
| 2023 | Midnight Series: Moonlight Chicken               | พระจันทร์มันไก่                   | Disney+ Hotstar GMM 25          |                                         | |                      |
| 2023 | A Boss and a Babe                                | ชอกะเชร์คู่กันต์                   | GMM 25                          | Studio Wabi Sabi                        | Basata sulla novel dallo stesso titolo. |                      |
| 2023 | Midnight Museum                                  | พิพิธภัณฑ์รัตติกาล                  | GMM 25                          | Anda99                                  | |                      |
| 2023 | UMG (Unidenified Mystery Girlfriend)             | รักแรกหายไป ได้ใครมาวะ?         | GMM 25                          | Parbdee Tawesuk                         | |                      |
| 2023 | Double Savage                                    | สองเดือดเลือดเดียวกัน             | GMM 25                          | Eightfinity                             | |                      |
| 2023 | Our Skyy 2                                       | อยากเห็นท้องฟ้าเป็นอย่างวันนั้น 2     | GMM 25                          |                                         | Sequel, episodi speciali incentrati sui protagonisti di diverse serie TV: - Phupha-Tian di A Tale of Thousand Stars - Pat-Pran di Bad Buddy - Khabkluen-Daonuea di Star & Sky: Star in My Mind - Puen-Talay di Vice Versa - Akk-Ayan di The Eclipse - Tin-Gun di My School President - Palm-Nuengdiao di Never Let Me Go - Gun-Chay di A Boss and a Babe |                      |
| 2023 | Be My Favorite                                   | บทกวีของปีแสง                   | GMM 25                          | Parbdee Tawesuk                         | Basata sulla novel dallo stesso titolo. |                      |
| 2023 | Loneliness Society                               | โคตรเหงา เราสองคน             | GMM 25                          | Keng Kwang Kang Waisai                  | |                      |
| 2023 | Home School                                      | นักเรียนต้องขัง                   | Amazom Prime Video, GMM 25      | Nar-ra-tor                              | |                      |
| 2023 | Hidden Agenda                                    | วาระซ่อนเร้น                    | GMM 25                          | Dee Hup House                           | Basata sulla novel dallo stesso titolo. |                      |
| 2023 | Enigma                                           | คน มนตร์ เวท                   | Amazon Prime Video, GMM 25      | Parbdee Tawesuk                         | |                      |
| 2023 | The Jungle                                       | เกมรัก นักล่า บาร์ลับ              | GMM 25                          | Snap25                                  | Basata sulla novel "The Jungle: ป่า / ล่า / รัก" |                      |
| 2023 | Only Friends                                     | เพื่อนต้องห้าม                    | GMM 25                          | Hard Feeling Film                       | |                      |
| 2023 | Dangerous Romance                                | หัวใจในสายลม                   | GMM 25                          | Fillframe                               | |                      |
| 2023 | Wednesday Club                                   | คนกลางแล้วไง                   | GMM 25                          | Keng Kwang Kang Waisai                  | Adattamento della novel "ตุ๊กตาแต้มสี" by สุนันทา |                      |
| 2023 | Faceless Love                                    | รักไม่รู้หน้า                      | GMM 25                          | Keng Kwang Kang Waisai                  | Adattamento della serie giapponese Rich Man, Poor Woman del 2012. |                      |
| 2023 | Last Twilight                                    | ภาพนายไม่เคยลืม                 | GMM 25                          |                                         | |                      |
| 2023 | Cooking Crush                                    | อาหารเป็นยังไงครับหมอ            | GMM 25                          | Gmo Films                               | Adattamento della novel "Love Course! เสื้อกาวน์รุกเสื้อกุ๊กรับ" di iJune4S |                      |
| 2023 | Cherry Magic                                     | 30 ยังซิง                       | GMM 25                          |                                         | Adattamento della serie giapponese Cherry Magic! Thirty Years of Virginity Can Make You a Wizard?! |                      |
| 2023 | Find Yourself                                    | หารักด้วยใจเธอ                  | GMM 25                          | Insight Entertainment                   | Adattamento della serie cinese Find Yourself del 2020. | [ 23 ]               |
| 2024 | Beauty Newbie                                    | หัวใจไม่มีปลอม                   | GMM 25                          | Wattpad WEBTOON Studios Parbdee Tawesuk | Basato sul drama coreano Gangnam Beauty. | [ 24 ]               |
| 2024 | 23.5                                             | 23.5 องศาที่โลกเอียง             | GMM 25                          | Nar-ra-tor                              | Basata sulla novel dallo stesso titolo. |                      |
| 2024 | My Precious The Series                           | รักแรกโคตรลืมยาก The Series     | GMM 25                          | Nar-ra-tor                              | La versione estesa dell'omonimo film del 2023, adattamento di You Are the Apple of My Eye. |                      |
| 2024 | Only Boo!                                        | แค่ที่แกง                        | GMM 25                          | Gmo Films                               | Basata sulla novel dallo stesso titolo. |                      |
| 2024 | We Are                                           | คือเรารักกัน                     | GMM 25                          | Studio Wabi Sabi                        | Originariamente un progetto della Studio Wabi Sabi. Adattamento della fiction dallo stesso titolo. |                      |
| 2024 | Ploy's Yearbook                                  | หนังสือรุ่นพลอย                   | GMM 25                          | Snap25                                  | Adattamento della serie di novel "หนังสือรุ่น": - The Only Regret สิ่งเดียวที่เสียดาย ในวันวัยที่สวยงาม - Moving Around You ดาวหมุนรอบฉัน ตะวันหมุนรอบเธอ - Secretly Love เพราะเธอคือความลับของหัวใจ - Busy February หรือเดือนกุมภามันสั้น เราเลยรักกันไม่ได้เสียที - Faded Memory ภาพสีจางกับบางความทรงจำ                                                                                  |                      |
| 2024 | Wandee Goodday                                   | วันดีวิทยา                       | GMM 25                          | All This Entertainment                  | Basata sulla novel dallo stesso titolo. |                      |
| 2024 | A Love So Beautiful                              | เพราะเธอคือรักแรก               | GMM 25                          | Insight Entertainment                   | Adattamento della serie cinese A Love So Beautiful del 2017. |                      |
| 2024 | My Love Mix-Up!                                  | เขียนรักด้วยยางลบ                | GMM 25                          |                                         | Adattamento della serie giapponese My Love Mix-Up!. |                      |
| 2024 | The Trainee                                      | ฝึกงานเทอมนี้ รักพี่ได้ไหม           | GMM 25                          | Parbdee Tawesuk                         | |                      |
| 2024 | Summer Night                                     | ความลับในคืนฤดูร้อน               | GMM 25                          | LINE Webtoon Thailand                   | Basata sulla fumetto online dallo stesso titolo. |                      |
| 2024 | Peaceful Property                                | บ้านหลอน On Sale               | GMM 25                          | Parbdee Tawesuk                         | |                      |
| 2024 | Kidnap                                           | ลับ-จ้าง-รัก                     | GMM 25                          | Anda99                                  | Originariamente intitolata ลับ-จ้าง-ลัก. |                      |
| 2024 | High School Frenemy                              | มิตรภาพคราบศัตรู                 | GMM 25                          | Nar-ra-tor                              | Adattamento della serie coreano School 2013. |                      |
| 2024 | Pluto                                            | นิทาน ดวงดาว ความรัก            | GMM 25                          | Snap25                                  | Basata sulla novel dallo stesso titolo. |                      |
| 2024 | Perfect 10 Liners                                | สายรหัสเทวดา                   | GMM 25                          | Studio Wabi Sabi                        | Adattamento della serie di novel "Engineer Cute Boy": - วิศวกรรมประสาท - วิศวกรรณโยธา - วิศวะกับไฟฟ้า |                      |
| 2024 | The Heart Killers                                | เขาจ้างให้ผมจีบนักฆ่า              | GMM 25                          | Hard Feeling Film                       | Ispirato da The Taming of the Shrew di William Shakespeare. |                      |
| 2024 | ThamePo Heart That Skips a Beat                  | เธมโป้ Heart That Skips a Beat | GMM 25                          | Parbdee Tawesuk                         | |                      |
| 2025 | Ossan's Love Thailand                            | รักนี้ให้นาย                      | TBA                             |                                         | Adattamento della serie giapponese Ossan's Love. |                      |
| 2025 | My Golden Blood                                  | เลือดนายลมหายใจฉัน              | TBA                             | Matching Max Solution                   | |                      |
| 2025 | Enigma 2                                         | บุหงาหมื่นภมร                    | TBA                             | Parbdee Tawesuk                         | Sequel di Enigma. |                      |
| 2025 | Leap Day                                         | วันแก้ตาย                       | TBA                             | Keng Kwang Kang Waisai                  | |                      |
| 2025 | Friendshit Forever                               | เพื่อนสนิท พิษสหาย                | TBA                             | Keng Kwang Kang Waisai                  | |                      |
| 2025 | Us                                               | รักของเรา                      | TBA                             | Nar-ra-tor                              | Basata sulla novel dallo stesso titolo. |                      |
| 2025 | Hide & Sis                                       | น้องสาวหายนะ                   | TBA                             | Snap25                                  | Basata sulla novel "เพลิงบุปผา". |                      |
| 2025 | Break Up Service                                 | บริษัทลดรักเลิก                   | TBA                             | LINE Webtoon Thailand Parbdee Tawesuk   | Adattamento della fumetto online "Break-Up Service บริษัทรับจ้างทำลายรัก" di กอไหม. |                      |
| 2025 | Revamp The Undead Story                          |                               | TBA                             | Studio Wabi Sabi                        | Originariamente un progetto della Studio Wabi Sabi intitolata Vampire Project แวมไพร์โปรเจ็คต์. |                      |
| 2025 | Sweet Tooth, Good Dentist                        | แฟนที่ทันตแพทย์ส่วนใหญ่แนะนำ        | TBA                             |                                         | |                      |
| 2025 | The Dark Dice                                    | เกมทอยทะลุมิติ                   | TBA                             | Parbdee Tawesuk                         | |                      |
| 2025 | The Ex-Morning                                   | เพราะแฟนเก่าเปลี่ยนแปลงบ่อย       | TBA                             | Fillframe                               | |                      |
| 2025 | Scarlet Heart Thailand                           |                               | TBA                             | Nar-ra-tor                              | Adattamento della novel "Scarlet Heart" di Tong Hua. |                      |
| 2025 | Dare You to Death                                | ไขคดีเป็น เห็นคดีตาย              | TBA                             | Parbdee Taweesuk                        | Basata sulla novel dallo stesso titolo. |                      |
| 2025 | Head 2 Head                                      | ไหนใครว่าพวกมันไม่ถูกกัน           | TBA                             | Studio Wabi Sabi                        | Basata sulla novel "ไหนใครว่าเจเจไม่ถูกกัน?" di My feline. |                      |
| 2025 | Burnout Syndrome                                 | ภาวะรักคนหมดไฟ                 | TBA                             | Gmo Film                                | |                      |
| 2025 | I Love “A Lot Of” You                            | รัก มาก เธอ                    | TBA                             | Parbdee Taweesuk                        | |                      |
| 2025 | Whale Store xoxo                                 | คุณวาฬร้านชำ                    | TBA                             | Gmo Film                                | Basata sulla novel "คุณวาฬร้านชำ The Whale Store ร้านนี้ไม่มีรักขาย" di เสือดาวหิมะ. |                      |
| 2025 | Only Friends : Dream On                          |                               | TBA                             | Gmo Film                                | Sequel di Only Friends. |                      |
| 2025 | That Summer                                      | ผมเจอเจ้าชายบนชายหาด           | TBA                             | Gmo Film                                | |                      |
| 2025 | My Romance Scammer                               | รักจริง หลังแต่ง                  | TBA                             | Studio Wabi Sabi                        | |                      |
| 2025 | Melody of Secrets                                | ความลับในบทเพลงที่บรรเลงไม่รู้จบ    | TBA                             | Snap25                                  | |                      |
| 2025 | Love You Teacher                                 | รักครูเท่าโลกเลย                 | TBA                             | Parbdee Taweesuk                        | |                      |
| 2025 | Mu-Te-Luv                                        | โปรดใช้วิจารณญาณในการรักเธอ      | TBA                             | Parbdee Taweesuk                        | |                      |
| 2025 | Cat for Cash                                     | เปย์รักด้วยแมวเลี้ยง               | TBA                             |                                         | |                      |
| 2025 | Girl Rules                                       | กฎหลัก...ห้ามรักเธอ              | TBA                             | Gmo Film                                | |                      |
| 2025 | Boys in Love                                     | เปิดเทอมใหม่ หัวใจหัดรัก           | TBA                             | Parbdee Taweesuk                        | |                      |
| 2025 | My Magic Prophecy                                | ทำนายทายทัพ                    | TBA                             | Maker–Y                                 | Basata sulla novel dallo stesso titolo. |                      |
| 2025 | A Dog and A Plane                                | หมาเห่าเครื่องบิน                 | TBA                             | Gmo Film                                | |                      |
| 2025 | Me and Thee                                      | มีสติหน่อยคุณธีร์                   | TBA                             |                                         | Basata sulla novel dallo stesso titolo. |                      |
| 2025 | Wu                                               | อู                             | TBA                             | Parbdee Taweesuk                        | |                      |
| 2025 | Memoir of Rati                                   | จาฤกรติชา                      | TBA                             | Three Plus Production                   | Basata sulla novel dallo stesso titolo. |                      |
| 2025 | Ticket to Heaven                                 | เด็กชายไม่ไปสวรรค์               | TBA                             |                                         | |                      |

TBA= In produzione e non ancora in onda.

#### Serie cancellate
Il 23 Settembre 2020, GMMTV ha pubblicato uno statement ufficiale annunciando la cancellazione di Devil Sister (poi prodotta e mandata in onda nel 2022) e Military Love a causa della pandemia di COVID-19.
Il 22 Novembre 2022, durante l'evento GMMTV 2023 DIVERSELY YOURS, è stato annunciato che, a causa di conflitti con le schedule degli artisti, la serie "You Fight, and I Love" è stata ufficialmente cancellata.

### Film
| Anno | Titolo             | Titolo in Thai        | Data di messa in onda                                                                     | Co-production company(s) | Note                                                                                              | Ref.                        |
| ---- | ------------------ | --------------------- | ----------------------------------------------------------------------------------------- | ------------------------ | ------------------------------------------------------------------------------------------------- | --------------------------- |
| 2016 | Little Big Dream   | ความฝันอันสูงสุด          | 5 Dicembre 2016 (One31) 1 Ottobre 2017 (GMM 25)                                           |                          | Un cortometraggio televisivo per onorare e rendere omaggio a His Majesty King Bhumibol Adulyadej. | [ 26 ]                      |
| 2021 | 2gether: The Movie | เพราะเราคู่กัน The Movie | 4 Giugno 2021 (Giappone) 11 Novembre 2021 (Thailandia) 11 Febbraio 2022 (Disney+ Hotstar) | Nar-ra-tor Housestories8 | Adattamento cinematografico delle serie BL 2gether The Series e Still 2gether.                    | [ 27 ] [ 28 ] [ 29 ] [ 30 ] |
| 2023 | My Precious        | รักแรก โคตรลืมยาก       | 27 Aprile 2023                                                                            | Nar-ra-tor               | Adattamento di You Are the Apple of My Eye                                                        | [ 31 ] [ 32 ]               |
| 2023 | The Interest       | ผ่อนรักนอกระบบ          |                                                                                           | Parbdee Tawesuk          | Adattamento di Man in Love (2021).                                                                |                             |

## TV e Web Shows

### TV shows
Oltre ai dramas e le serie BL, la GMMTV produce diversi variety shows in onda su GMM 25. Ogni episodio è poi disponibile sul canale YouTube della GMMTV e su tutte le altre piattaforme associate.
- School Bus: School Rangers
- Talk-with-ToeyS
- Wow! Thailand
- Toey Tiew Thai
- GMMTV LIVE HOUSE

### Web Shows
La GMMTV produce e rende disponibili attraverso il suo canale YouTube i seguenti web show:
Su GMMTV Official
- Once Upon A Time with Tay Tawan – Lunedì (2022 - in corso)
- E.M.S: Earth-Mix Space (Season 2) con Earth e Mix – Martedì (2023 - in corso)
- Arm Share con Arm Weerayut – Mercoledì (2019 - in corso)
- Lay's Very Thai Very Toey con Golf, Godji e Jennie – Giovedì (2023 - in corso)

Su Toey Tiew Thai & Friends
- Rot Song Taew con Pompam, Jennie, Pingpong, e Madame Mod – Mercoledì (2022 - in corso)
- Cheer Reader con Golf e Pompam – Mercoledì (2022 - in corso)

In precedenza:
- Chuan Len Challenge (2016–2022)
- Manud Pa La Dek (2016–2020)
- Off Gun Fun Night (2017–2018)
- Friend.ship with Krist-Singto (2019)
- Off Gun Fun Night 2 (2019)
- TayNew Meal Date (November 30, 2018–2019)
- Jen Jud God Jig (2019-2020)
- Be My Baby (2019–2020)
- Mu Jong Pung (2019-2020)
- Love White Love Animal (2020)
- Sanae Hong Krueng (2020)
- Come & Joy Gun (2020)
- Play2gether (2020)
- Hungry Sister (2020)
- Jen Jud God Jig Up Level (2020)
- Game Nong Kong Phi (2020)
- Bright - Win Inbox (2020)
- Topak Tokham Titfaidaeng (Season 4) (2020)
- Kuad Wicha (2020-2021)
- OffGun Mommy Taste (2020-2021)
- Hub Talk (2020-2021)
- Play Lift (2021)
- Nicky Kii Tuen (2021)
- Isuzu Max Challenge (2021)
- Safe House Season 1  (13 – 18 Settembre 2021)
- Safe House Season 2: Winter Camp (15 – 21 Novembre 2021)
- Hub! Hub (2021)
- Safe House Season 3: Best Bro Secret (21 – 27 Marzo 2022)
- Let’s play Lay’s 24 Hrs. (2022)
- Force - Book Show Real (2022)
- Krahai Lao (2022)
- Young Survivors (M2022)
- E.M.S: Earth-Mix Space  (2022)
- Ohm Nanon Upvel (2022)
- Safe House Season 4: Vote Live (5 – 11 Settembre 2022)
- Lay's On Cruise (2022)
- Hub A Nice Day (2022)
- Raeng Long (2022)
- BMC Way (2022)
- Isuzu Magic Eyes Challenge (2022)
- Little Big World With Pond Phuwin  (2022-2023)
- Chuat Chuat (2022-2023)